# 아서 호스만

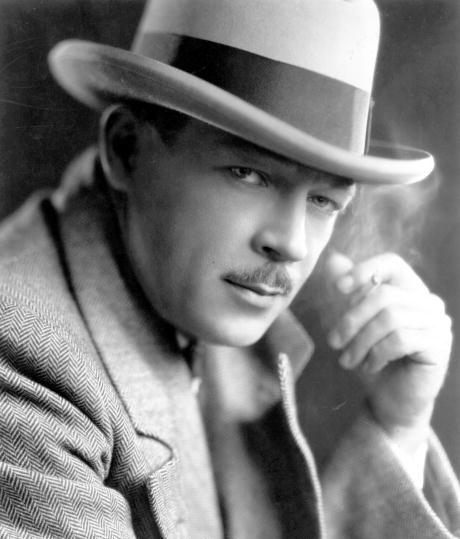

아서 호스만(Arthur Housman, 1889년 10월 10일 ~ 1942년 4월 8일)은 미국의 배우이다.
뉴욕에서 태어났으며 로스앤젤레스에서 사망하였다. 사인은 폐렴이다.

## 영화
- 브로드웨이 세레나데 (1939년)
- 더블 오어 노씽 (1937년)
- 하층민(영어판) (1936년)
- 쇼 보트 (1936년)
- 투 포 투나잇 (1935년)
- 파리 인 스프링 (1935년)
- 365 나이츠 인 헐리우드 (1934년)
- 메리 위도우 (1934년)
- 히어 이즈 마이 하트 (1934년)
- 다이아몬드 릴 (1933년)
- 브로드웨이 (1929년)
- 싱잉 풀 (1928년)
- 선라이즈 (1927년)